# 西雅圖市中心公交隧道

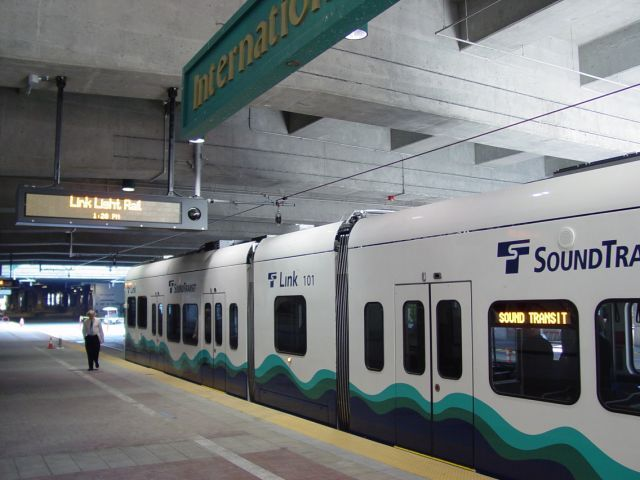
第一架在隧道內試行的中央線輕軌

西雅圖市中心公交隧道（英語：Downtown Seattle Transit Tunnel）是美国华盛顿州西雅图市中心地底的一条公共運輸隧道，全長1.3英里（2.1公里），北起第九大道（9th Avenue）和派克街（Pike Street），南至第五大道南（5th Avenue S.）和傑克遜街南（S. Jackson Street）。隧道開通時只供金縣大都會運輸局的巴士行駛，是世界上第一條投入營運的全封閉地下快速公交系統（BRT）；自2009年起隧道亦供海湾公共交通局旗下的中央線輕軌（Central Link）行駛。

## 簡介
計劃於1983年獲金縣大都會運輸局批准，隧道於1987年開始建造，1990年落成啓用，總成本4.55億美元；而隧道每年的營運費用為600萬美元，其中專用道的設施維修費用和電費佔了240萬美元，車輛維修約佔170萬美元。隧道於開幕後主要供金縣大都會運輸局的二十多條巴士綫行駛。當局後於2005年9月24日封閉隧道並進行為期兩年的工程，以同時容納巴士及中央線輕軌行走；隧道於2007年重開。工程後巴士在隧道内的最高速度也由原先的每小時24公里降至每小時16公里。新式的汽電兩用公車讓行駛在公共運輸隧道內的公車不需要在隧道內另外接電行駛。
西雅圖海灣輕鐵中央線於2009年7月18日通車，乘客可從市中心乘搭輕軌往塔奇拉；而當通往西雅圖-塔科馬國際機場的路段於2009年12月19日通車後，乘客將可從市中心直接乘搭輕軌往機場。當局於工程期間也挖掘了一條分支隧道以供輕軌車輛掉頭，而日後中央線輕軌的延伸路段也會利用這條分支隧道。
為了促進觀光和方便市中心的工作和購物人潮，以及改善市中心的堵車問題，西雅圖市中心是屬於金縣大都會運輸局的免費搭乘區（Ride Free Area），在隧道內乘公車無需繳費。但由於中央綫輕軌將會採用海灣運輸署的火車收費架構（以距離收費），在隧道內上下輕軌還是要繳費。
自2009年5月30日起，開放時間星期一至星期六從早上五點到翌日凌晨一點，星期日則從早上六點至凌晨。當隧道關門後，巴士會轉在第二、第三和第四街上行駛。
自2019年3月23日起，所有原先在隧道内运行的公交线路全部移至地面道路，隧道内仅有中央線輕軌运行。位于隧道北端的會展中心巴士站正被拆除重建中。

## 興建原因
西雅圖市中心的商業區範圍受海灣和洲際公路的地形限制，令東西向形成“蜂腰”型，因此南北向的交通十分繁忙。根據1996年的統計資料，隧道巴士專用道單方向運營70輛巴士共承擔了大約25%高峰時段的巴士客流總量。目前該系統每天的客運總量為2萬3千人次。
該系統營運的巴士採用混合动力车辆，當車輛進入隧道路段就採用的電車動力，而當車輛離開隧道在地面道路上行駛就採用的柴油動力。隧道巴士專用道所帶來的優勢在於節省了進出為繁忙擁擠的市中心商業區的巴士出行時間。地下快速巴士的線路的運營時間為10分鐘而相對的地面巴士線路需要15分鐘。項目的其它優勢包括減小40%的公交事故率，以及改善的市中心商業區擁擠的道路交通狀況。

## 公共交通服務
由海湾公共交通局所提供的路線：
- 西雅圖海灣輕鐵中央線

## 路線
隧道北面的入口位於第九大道（9th Avenue）及橄欖路（Olive Way）附近，和5號州際公路特快線上的匝道出入口。隧道南面的入口位於第四大道（4th Avenue）及皇家布鲁厄姆路（Royal Brougham Way）附近，和90號州際公路特快線上的匝道出入口。

### 車站
公共運輸隧道共有五個站，由北至南如下：
| 車站中文名稱 | 車站英文名稱                   | 位置                                                              | 備註 |  |
| ------------ | ------------------------------ | ----------------------------------------------------------------- | --- |  |
| 會展中心站   | Convention Place Station       | 第九大道和松樹街（Pine Street）交界                               | 鄰近華盛頓州會展中心、百樂門劇院、灰狗巴士總站、和聯邦法院。 西雅圖海灣輕鐵中央線將不會停靠本站。                               |  |
| 西湖站       | 西湖站                         | 松樹街介乎第三大道和第六大道之間                                  | 鄰近西湖中心、西雅圖中心單軌、南聯盟湖電車、诺德斯特龙百货總店、梅西百货西雅圖總店、和派克市場。 本站為中央綫輕軌的北端終點站。 |  |
| 大學街站     | 大学街站                       | 第三大道介乎聯盟街（Union Street）和森尼卡街（Seneca Street）之間 | 鄰近本拿萊亞演奏廳、西雅圖藝術博物館、西雅圖中央圖書館、西雅圖中央郵局、和華盛頓互惠大樓                                        |  |
| 先驅廣場站   | Pioneer Square Station         | 第三大道介乎櫻桃街（Cherry Street）和葉斯勒大道（Yesler Way）之間 | 鄰近拓荒者广场、金縣法院、金縣政府和西雅圖市政府辦公大樓、金縣監獄、和華盛頓州渡輪科爾文碼頭                                    |  |
| 國際區站     | International District Station | 第五大道南（5th Avenue S.）和傑克遜街南（S. Jackson Street）交界  | 鄰近國際區、金街車站、宇和島屋、海旁電車、和金縣大都會運輸局以及海灣運輸署辦公大樓                                              |  |

## 外部連結
- 金縣公交 （页面存档备份，存于）
  - 隧道資料（页面存档备份，存于）
  - 隧道內的藝術（页面存档备份，存于）
- 海灣運輸署** （页面存档备份，存于）
- NYCSubway.org: 公交隧道 （页面存档备份，存于）

47°23′28″N 122°15′58″W / 47.391°N 122.266°W